# Ron Jeremy
Ronald Jeremy Hyatt, eredeti nevén Jeremy Hyatt (Queens, New York, 1953. március 12. –) amerikai pornószínész, filmgyártó, színész, stand-up fellépő.
A „sündisznó” (The Hedgehog) becenevű Jeremy-t az AVN magazin a „Minden idők 50 top pornószínésze” között az 1. helyre sorolta. Jeremy több, a pornográfiához nem kötődő műben is szerepelt, többször így is megjelent a médiában, és Scott J. Gill rendező forgatott is róla és az általa keltett hatásokról egy filmet Porn Star: The Legend of Ron Jeremy címen, melyet 2001-ben mutattak be. 
Jeremy ellen számos, 1996. és 2013. között elkövetett szexuális visszaéléssel kapcsolatos vád miatt per folyik.

## Fiatalkora
Ronald Jeremy Hyatt a New York államban fekvő Queensben született, egy középosztálybeli zsidó családba, melynek ősei Oroszországból és Lengyelországból származtak. Az 1918-ban született Arnold nevű édesapja orvos, édesanyja könyvszerkesztő volt. Mivel folyékonyan beszélt németül és  franciául, a második világháború alatt az O.S.S.-nél dolgozott.
Tanulmányait a Benjamin N. Cardozo Középiskolában végezte.

## Pornószínészként

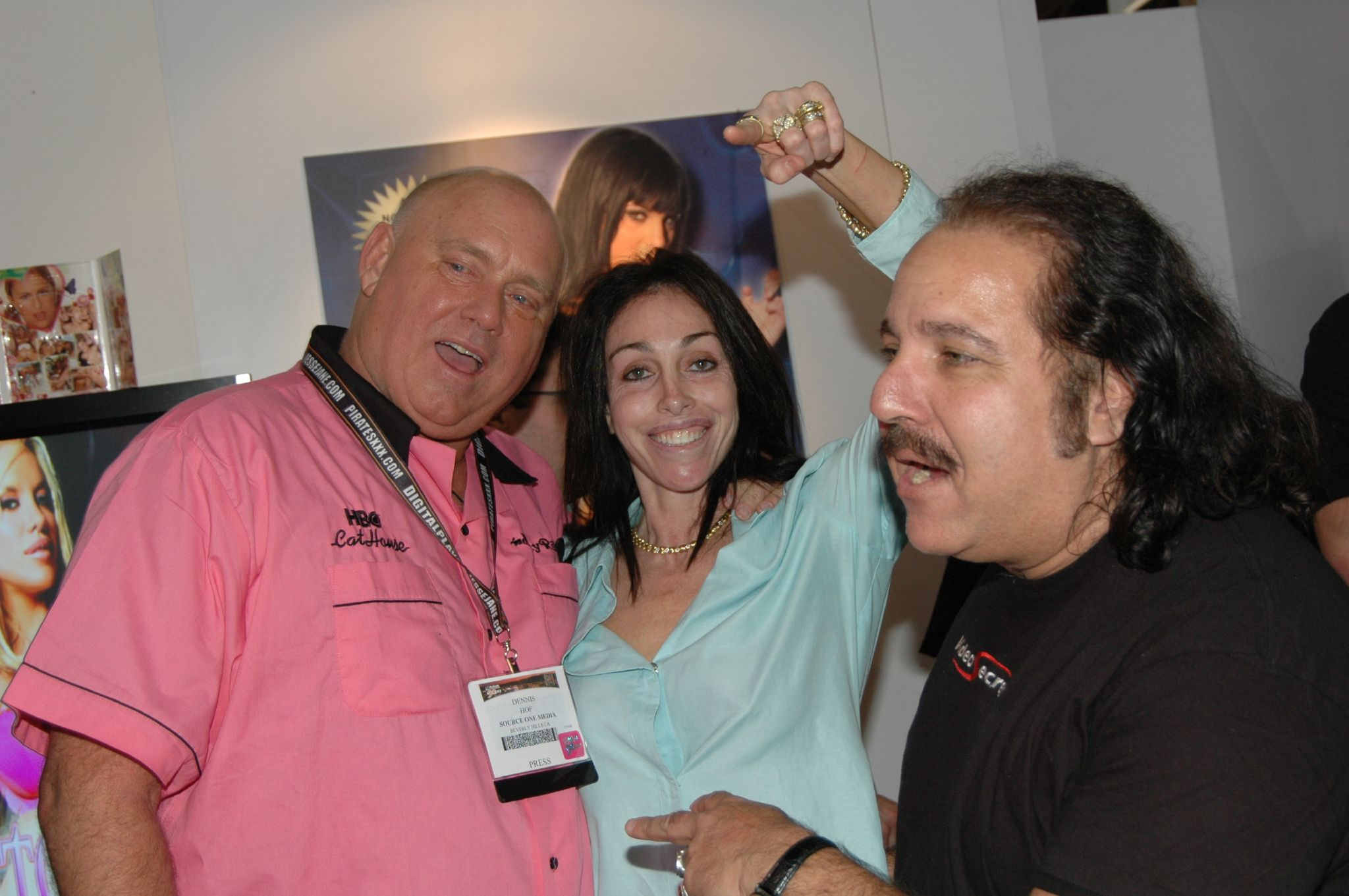
Dennis Hof, Heidi Fleiss, és Jeremy a 2006-os Los Angeles-i Adult Video Network Conventionön

Jeremy otthagyta a „vésztartaléknak” használt tanítói pályáját, hogy beindítsa a színészi pályafutását a Broadwayen. Azt mondta, itt tanulta meg, milyen összetörve lenni, és milyen pénzt nem keresni úgy, hogy közben az ember éhezik  a közepes színházakban”. Jeremy hamarosan munkát talált, és a Playgirl kamerái előtt pózolt, miután az akkori barátnője beküldte a fotóit a magazinnak. Jeremy kihasználta a lehetőséget, hogy bekerülhessen a felnőttfilmes iparágba, amelyre úgy gondolt, mint egy jó módszer arra, hogy saját magát támogassa.
Jeremy a felnőttfilmes iparágban a két keresztnevét kezdte el használni, miután nagyanyját, Rose-t elárasztották a hívások, mert azt hitték, hogy Jeremyt hívják. Rose, aki akkoriban R. Hyattként szerepelt a telefonkönyvben, szinte óránként kapott hívásokat lehetséges kérőktől, akik látták a képét a Playgirlben. „Még a házából is ki kellett költöznie egy hónapra.” „Édesapám azt mondta: ha be akarsz kerülni ebbe a meztelen, őrült üzletbe, ám legyen, de ha még egyszer használod a családnevünket, megöllek.” Családja védelme érdekében gyorsan elhagyta a filmjeiben a rájuk utaló nevet.
Jeremy megkapta a sündisznó becenevet, amit az egyik pornószínész kollégája, William Margold aggatott rá 1979-ben az Olympic Fever pornófilm forgatása közben. Jeremy New Yorkból repült a film forgatási helyszínére. Mivel meleg kaliforniai időre számított, csak pólót és rövidnadrágot vett fel, és nem tett el több ruhát. Miközben hosszan motoroztak a forgatási helyszínre, az Lake Arrowheadbe a kaliforniai hegyekbe, az időjárás egyre hűvösebb lett, ami miatt már majdnem hipodermiás lett. Miután megérkeztek a helyszínre, Jeremy azonnal elsöpört, hogy a forró zuhany alatt kiolvadjon. Mikor végzett a zuhannyal, bőre rózsaszínes lett, és az összes szőrszála az égnek állt. Mikor Margold meglátta, ezt mondta neki: „Barátom, te egy sündisznó vagy! Egy járó, beszélő sündisznó!” A közhiedelemmel ellentétben a becenevének semmi köze nincs a súlyához, mivel akkoriban fizikailag eléggé fitt volt.
Jeremy szerepel a Guinness Rekordok Könyvében, mint „Aki a legtöbbet szerepelt felnőtt filmekben”. Neve alatt az Internet Adult Film Database-ben több mint 2000 film szerepel, és ezen felül 285 hasonló stílusú filmet ő forgatott. Összehasonlításképp John Holmes, a lista második férfi helyezettje 384 filmben szerepelt az IAFD szerint
Több helyen is elismerték a felnőtt filmes iparágban elért eredményeit, így megkapta az AVN-t és beválasztották a díj dicsőséglistájára is. Ezeken felül a munkája elismeréseként helyet kapott New Jersey-ben, Edionban az Adult Star Path of Fame-en is.

## Pornón kívüli megjelenései
A felnőtt filmes iparágon kívül Jeremy „speciális tanácsadóként” dolgozott az 1986-os 9 és ½ hétnél. Szerepelt az 1996-os They Bite horrorfilmben, ahol  a filmen belül forgatott egy másik filmet (Invasion of the Fishfuckers). Mindkettő nagyon hasonlított a Humanoids from the Deepre. Tanácsadóként részt vett az 1997-es Boogie Nights forgatásán, mely végigkísérte egy kitalált pornósztár, Dirk Diggler (Mark Wahlberg felemelkedését. Ez a film részben a Jeremyvel együtt dolgozó John Holmes történetén alapszik. Az 1994-es  The Chase filmnél is tanácsadó volt, s ezen felül cameóként megjelenik mint egy hírműsor kamerása. Ő alakította "Blisterface" szörnyet az ABC gyermekműsorában, a Bone Chillersben. Megjelent az 1999-es Testvérbosszú-ban is, valamint a 2002-es Spunban csaposként szerepelt, és játszott a 2003-as kultikus Zombiegeddonban is. Extra szereplőként feltűnt a Szellemirtókban, a Detroit Rock City-ben egy férfi sztriptiz bár bemondójaként tűnt fel, a Killing Zoe valamint a pornó paródia Spermafióka filmekben cameo szerepekben tűnt fel. Ezeken kívül a Troma Entertainment több művében is feltűnik, mint a Terror Firmer, a Citizen Toxie: The Toxic Avenger IV és a Poultrygeist.

## Szexuális visszaélési vádak és letartóztatás
Ron Jeremy 2020. júniusa óta előzetes letartóztatásban van, miután többen is nemi erőszakkal és a szexuális zaklatás különböző formáival vádolták meg. Jelenleg tizenegy nemi erőszak, nyolc szexuális kényszerítés, hat erőszakos orális közösülés, öt erőszakos, tárggyal történő erőszakos behatolás és számos, ennél kisebb súlyú szexuális vétség szerepel a Jeremy ellen felhozott vádak között. Ha ezekben az ügyekben elítélik, akár összesen 330 év börtönbüntetést is kaphat. 2023 januárjára viszont olyan hírek érkeztek róla, amik szerint „gyógyíthatatlan neurokognitív hanyatlástól” szenved, amiből nem valószínű, hogy felépül. Ezt azután közölték, hogy a 69 éves Jeremy nem ismerte fel az ügyvédjét. Jeremy még betegsége előtt tagadta a vádakat. Szóba került, hogy ha mentálisan alkalmatlannak nyilvánítják a tárgyalásra, várhatóan egy állami kórházban helyezik el.